# Kalong II
Kalong II is een bestuurslaag in het regentschap Bogor van de provincie West-Java, Indonesië. Kalong II telt 6286 inwoners (volkstelling 2010).